# Riu Alma (Nova Zelanda)
L'Alma és un riu a Marlborough (Nova Zelanda) que flueix a través d'abrupte terreny interior abans de trobar el riu Severn no lluny d'on el Severn enllaça amb el riu Acheron.